# پیمان برتینی

فرانسه پس از امضای عهدنامه بریتانی

پیمان بریتانی که روز ۹ مه سال ۱۳۶۰ میلادی میان ادوارد سوم، پادشاه انگلستان و ژان دوم پادشاه فرانسه به امضاء رسید، به نخستین دوره جنگ‌های صدساله پایان داد. این عهدنامه منجر به عهدنامه کاله در روز ۲۴ اکتبر سال ۱۳۶۰ میلادی گردید.